# Listen (cântec)
„Listen” este un cântec al interpretei americane Beyoncé Knowles. El a fost înregistrat pentru a servi filmului Dreamgirls, unde solista deține un rol principal, cel al Deenei Jones, fiind inclus și pe coloana sonoră a peliculei. De asemenea, compoziția a fost introdusă și pe unele versiuni ale celui de-al doilea material discografic de studio al artistei, B'Day. O variantă în limba spaniolă, „Oye”, a fost imprimată pentru ediția reeditată a albumului amintit, ea folosind și la promovarea EP-ului Irreemplazable.
Piesa a fost extrasă pe disc single și lansată pentru a crește popularitatea filmului și a coloanei sonore. În acest scop, au fost filmate două videoclipuri, unul regizat de Diane Martel și un altul filmat în prezența lui Matthew Rolston, fiecare beneficiind de multiple versiuni. Pentru interpretarea înregistrării, Knowles a fost felicitată de critica de specialitate, Billboard afirmând că „Beyoncé oferă interpretarea [definitorie] a întregii sale cariere în «Listen»”. Cântecul a fost nominalizat la o serie de premii importante din industria cinematografică, printre care Premiile Globul de Aur sau Premiul Oscar.
Lansat în prima parte a anului 2007, discul a înregistrat clasări slabe în țara natală a cântăreței, ocupând poziția cu numărul 61. Cu toate acestea, în Europa, „Listen” a înregistrat poziționări notabile în majoritatea clasamentelor unde a activat, câștigând locuri fruntașe în ierarhiile din Irlanda, Italia, Macedonia sau Portugalia. La finele anului 2008, piesa s-a reîntors în listele muzicale din Regatul Unit, lucru datorat unui duet susținut de Knowles în compania câștigătoarei The X Factor 2008, Alexandra Burke. Astfel, cântecul a avansat până pe treapta cu numărul 8, devenind un nou șlagăr de top 10 pentru Beyoncé.

## Compunerea
Imediat după lecturarea scenariului, regizorul peliculei, Bill Condon, a ajuns la concluzia că cea de-a doua parte a producției necesită un o compoziție marcantă. Datorită impactului uriaș avut de înregistrarea „And I Am Telling You I'm Not Going” în cadrul filmului, pelicula avea nevoie de un cântec la fel de emoționant pentru ultima parte a materialului Dreamgirls. Piesa a fost compusă de echipa de producători The Underdogs, cei care s-au ocupat și de imprimarea versiunii interpretate de Jennifer Hudson a șlagărului „And I Am Telling You I'm Not Going”. Ambele compoziții au fost adăugate pe coloana sonoră a producției și au fost lansate ca discuri single în scopuri promoționale. „Listen” este unul dintre cele patru cântece originale realizate pentru acest proiect. Ulterior a fost inclus pe ediția internațională a celui de-al doilea album de studio al lui Knowles, B'Day, la care au mai fost adăugate (în afara celor zece compoziții standard) înregistrările „Check on It”, „Encore for the Fans” și un remix al piesei „Get Me Bodied”.
Pentru relansarea materialului amintit, Beyoncé a imprimat și o versiune în limba spaniolă pentru „Listen”, noua compoziție purtând titulatura „Oye”. Noua variantă a fost unul dintre cele patru cântece în limba spaniolă realizate pentru reeditarea discului, celelalte fiind „Amor Gitano”, „Bello Embustero” și „Irreemplazable”. Atât „Oye”, cât și „Listen” au fost incluse pe noua versiune a lui B'Day.

## Structura muzicală și versurile
„Listen” este un cântec scris într-o tonalitate majoră. Înregistrarea este compusă având la bază măsura de trei pătrimi și include un ansamblu de orchestre de coarde. Alături de ritmurile de pian acustic, instrumentalul cuprinde: bass, violoncel, tobe, chitare, instrument de percuție, viole și viori. „Listen” urmează formatul strofă — refren, cel din urmă fiind repetat pe durata piesei.
În contextul filmului, personajul lui Knowles, Deena, reprezintă o femeie fără personalitate, dominată de soțul său Curtis (interpretat de Jamie Foxx). „Listen” definește schimbarea ce se produce în interiorul personajului feminin, care se identifică cu înregistrarea și realizează faptul că trebuie să câștige controlul asupra propriei persoane, acesta fiind și mesajul compoziției.

## Recenzii, nominalizări și premii

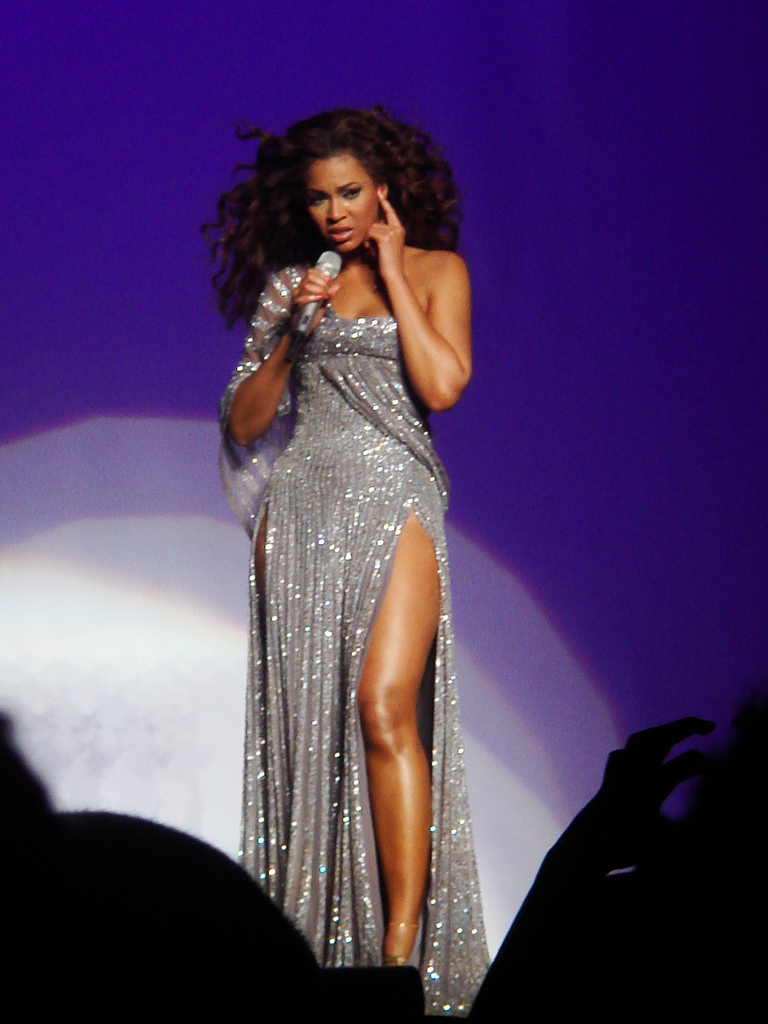
Beyoncé interpretând cântecul „Listen” în timpul unui recital susținut în cadrul turneului The Beyoncé Experience.

Compoziția a fost apreciată într-un mod pozitiv de o serie de recenzori, majoritatea aplecându-se asupra interpretării lui Knowles. Chuck Taylor de la revista americană Billboard afrimă că „Beyoncé oferă interpretarea [caracteristică] a întregii sale cariere în «Listen», alt moment definitoriu al filmului [alături de «And I Am Telling You I'm Not Going»]. În această baladă devastator de frumoasă ea strălucește cu emoție evocativă, ridicându-se spre noi culmi alături de o melodie de aur cu o producție fermecătoare”. Editorii publicației Pitchfork Media au fost de părere că „atunci când Beyoncé interpretează refrenul, inspirația este reală, tangibilă și contagioasă”. Peter Travers de la Rolling Stone a remarcat faptul că înregistrarea îi adaugă caracteristici adiționale personajului Deena, în timp ce Jody Rosen de la Entertainment Weekly a oferit o recenzie negativă, declarând regretabil faptul că albumul B'Day, descris anterior ca fiind unul „puternic”, se încheie într-o astfel de notă. De asemenea, editorii website-ului UK Mix au numit compoziția „ieftină și lipsită de sens”.
„Listen” a primit o nominalizare la premiile International Press Academy Satellite Award din anul 2006, la categoria „Cel mai bun cântec original”, aceeași menționare fiind câștigată și la gala premiilor Globul de Aur din 2007. În același an, pelicula Dreamgirls a primit șapte nominalizări la premiile Critics' Choice Awards, unde filmul a fost laureatul unui număr de patru statuete, unul fiind acordat chiar pentru compoziția în cauză. Spre deosebire de majoritatea ceremoniilor unde înregistrarea a fost creditată, în cazul Premiilor Academiei Americane de Film Knowles nu a fost inclusă în lista celor ce au contribuit la procesul de realizare al piesei. În ciuda faptului că aceasta este recunoscută oficial drept unul dintre textierii cântecului, datorită regulilor după care se desfășoară procedurile de nominalizare ale Academiei Americane, doar trei contribuții majore sunt listate. Astfel, numele artistei nu a fost adăugat la nominalizări, un comitet al organizatorilor declarând faptul că aportul acesteia a fost cel mai mic.

## Ordinea pieselor pe disc
| Nr.                              | Titlul              | Durată |
| -------------------------------- | ------------------- | ------ |
| Descărcare digitală              |                     |        |
| 01.                              | „Listen” [A]        | 3:40   |
| Disc single distribuit în Europa |                     |        |
| 01.                              | „Listen” [A]        | 3:40   |
| 02.                              | „Irreplaceable” [B] | 4:21   |

| Nr.                              | Titlul              | Durată |
| -------------------------------- | ------------------- | ------ |
| Disc single distribuit în S.U.A. |                     |        |
| 01.                              | „Listen” [A]        | 3:40   |
| Disc single distribuit în Belgia |                     |        |
| 01.                              | „Listen” [A]        | 3:40   |
| 02.                              | „Irreplaceable” [C] | 4:04   |

Specificații
- A ^ Versiunea de pe coloana sonoră a filmului Dreamgirls.
- B ^ Remix „DJ Speedy Remix”.
- C ^ Remix „Maurice Joshua Remix Edit”.

## Videoclipuri
Primul videoclip a avut premiera pe data de 28 noiembrie 2006 în timpul emisiunii Making the Video, difuzate de MTV, fiind postat concomitent și pe website-ul oficial al postului de televiziune. Scurtmetrajul a fost regizat de Diane Martel și se deschide cu afișarea lui Beyoncé într-o sală de interpretări, aceasta prezentând prima porțiune a cântecului. În același timp, sunt introduse și secvențe din filmul Dreamgirls. Întregul material se compune din astfel de scene, finalul fiind surprins în aceeași încăpere, unde solista îmbracă o costumație diferită față de cea inițială. O versiune alternativă realizată de Martel a fost inclusă pe materialul B'Day Anthology Video Album, aceasta fiind construită doar din cadre filmate în sala de interpretare, secvențele din film fiind îndepărtate.
Un al doilea videoclip a fost regizat de Matthew Rolston, unde Knowles interpretează compoziția în fața unui fundal schimbător (alb-negru). De asemenea, sunt incluse o serie de cadre folisite în pelicula Dreamgirls. Asemeni scurtmetrajului regizat de Diane Martel, materialul a beneficiat de versiuni alternative, una în care scenele din film au fost înlocuite cu o ședință foto și o ultimă variantă utilizată pentru promovarea cântecului „Oye”.

## Prezența în clasamente
Prima apariție a cântecului „Listen” într-un clasament oficial s-a materializat la începutul anului 2007, compoziția făcându-și debutul în Billboard Hot 100 pe locul 95, moment în care un alt single al lui Beyoncé, „Irreplaceable”, se afla pe locul 1. La patru săptămâni de la acest eveniment, înregistrarea avansase până pe treapta cu numărul 61, devenind — în acea perioadă — cel mai slab clasat single al lui Beyoncé în principala ierarhie americană. Piesa a beneficiat de clasări mediocre și în alte liste muzicale compilate de Billboard, înregistrând prezențe notabile în Billboard Pop 100 sau Billboard Hot R&B/Hip-Hop Songs. Cântecul s-a comercializat în peste 503.000 de exemplare în Statele Unite ale Americii, conform Nielsen SoundScan.
La nivel european compoziția s-a bucurat de clasări superioare, cea mai înaltă poziționare fiind obținută în Italia, locul 3, devenind și unul dintre cele mai cunoscute cântece ale lui Knowles în această regiune. „Listen” a beneficiat de vânzări și difuzări importante la momentul lansării și în Elveția, Irlanda sau Portugalia, unde s-a clasat în primele zece trepte ale listelor muzicale naționale. Prezențe notabile au fost înregistrate și în Regatul Unit sau țările europene vorbitoare de limba germană, Austria și Germania. Activitatea individuală a piesei în regiunile amintite a condus la includerea compoziției în ierarhia European Hot 100, compilată de Billboard, unde a urcat până pe treapta cu numărul 24.
La aproximativ doi ani distanță, „Listen” a redevenit o înregistrare populară pe teritoriul Irlandei și al Regatului Unit, după interpretarea sa la emisiunea-concurs The X Factor, de către solista Alexandra Burke. În cadrul finalei spectacolului amintit, Burke a susținut înregistrarea în duet cu Beyoncé. În urma reprezentației, „Listen” a urcat până pe treapta cu numărul 8, eclipsând treapta cu numărul 16, obținută la începutul lui 2007. Simultan, în top 20 se mai aflau și alte două piese ale lui Knowles, „If I Were a Boy” (locul 4) și „Single Ladies (Put a Ring on It)” (locul 20). Grație succesului din cele două regiuni, „Listen” a reintrat în European Hot 100, de acestă dată câștigând poziția cu numărul 30.

## Clasamente
| Țară (clasament)               | Poziția maximă | Referință |
| ------------------------------ | -------------- | --------- |
| Austria (Ö3 Austria Top 40)    | 32             | [ 20 ]    |
| Belgia — Flandra (Ultratop)    | 56             | [ 45 ]    |
| Belgia — Valonia (Ultratop)    | 49             | [ 45 ]    |
| Brazilia (Brasil Hot 100)      | 52             | [ 51 ]    |
| Croația (e!Hot)                | 14             | [ 52 ]    |
| Elveția (Media Control)        | 10             | [ 20 ]    |
| Europa (APC Charts — Euro 200) | 14             | [ 53 ]    |
| Europa (Billboard)             | 24             | [ 47 ]    |
| Germania (Media Control)       | 18             | [ 20 ]    |
| Irlanda (IRMA)                 | 6              | [ 20 ]    |
| Irlanda (IRMA — Descărcări)    | 7              | [ 54 ]    |

| Țară (clasament)                     | Poziția maximă | Referință |
| ------------------------------------ | -------------- | --------- |
| Italia (FIMI)                        | 3              | [ 45 ]    |
| Macedonia (Antenna 5)                | 8              | [ 55 ]    |
| Olanda (Dutch Mega Top 100)          | 18             | [ 45 ]    |
| Portugalia (APC Charts)              | 4              | [ 20 ]    |
| Regatul Unit (OCC — UK Singles Chart | 8              | [ 20 ]    |
| Regatul Unit (OCC — Descărcări)      | 6              | [ 56 ]    |
| Regatul Unit (OCC — UK R&B Chart)    | 3              | [ 57 ]    |
| U.S. Billboard Hot 100               | 61             | [ 20 ]    |
| U.S. Billboard Pop 100               | 56             | [ 43 ]    |
| U.S. Billboard Hot R&B/Hip-Hop Songs | 23             | [ 43 ]    |
| U.S. Billboard Digital Songs         | 49             | [ 58 ]    |

## Personal
- Sursă:[5]
- Voce: Beyoncé Knowles
- Textieri: Beyoncé Knowles, Henry Krieger, Scott Cutler și Anne Preven
- Producător: The Underdogs
- Compilat de: Manny Marroquin
- Tobe: Ricky Lawson
- Instrument de percuție: Heavey Mason
- Chitară: Eric Jackson
- Bass: James Johnson și Nathan East
- Viori: Bruce Dukov, Roberto Cani, Mario Deleon, Alan Grunfeld, Geraldo Hilera, Sara Parkins, Michele Richards, Haim Shtrum, John Wittenberg și Kenneth Yerke
- Viole: Robert Becker, Denyse Buffum și Andrew Duckles
- Violoncele: Larry Corbett, Suzie Katayama și Daniel Smith

## Versiuni oficiale
- „Listen” (versiune originală)
- „Listen” (remix în colaborare cu Bizzy Bone)
- „Oye” (versiunea în limba spaniolă)

## Datele lansărilor
| Țara         | Data lansării     | Casă de discuri  | Format              | Referințe |
| ------------ | ----------------- | ---------------- | ------------------- | --------- |
| Franța       | 31 octombrie 2006 | Columbia Records | descărcare digitală | [ 1 ]     |
| Germania     | 31 octombrie 2006 | Columbia Records | descărcare digitală | [ 59 ]    |
| S.U.A.       | 5 decembrie 2006  | Columbia Records | descărcare digitală | [ 60 ]    |
| Canada       | 5 decembrie 2006  | Columbia Records | descărcare digitală | [ 61 ]    |
| Regatul Unit | 19 ianuarie 2007  | Columbia Records | descărcare digitală | [ 62 ]    |
| Germania     | 19 ianuarie 2007  | Columbia Records | descărcare digitală | [ 63 ]    |
| S.U.A.       | 13 februarie 2007 | Columbia Records | disc single         | [ 64 ]    |
| Irlanda      | 17 februarie 2007 | Columbia Records | descărcare digitală | [ 65 ]    |
| Regatul Unit | 19 februarie 2007 | Columbia Records | disc single         | [ 2 ]     |